# Стандарты шифрования данных
Стандарты шифрования данных — совокупность правил, используемых в мощной алгоритмической технике кодировании информации.

## Стандарты шифрования данных
Сегодня самым известным и простым алгоритмом, который используется в системах защиты информации организаций и предприятий, является DES (Data Encryption Standart). Он был описан в 1977 году Национальным бюро стандартов Соединённых Штатов Америки. Он необходим для защиты от незаконного доступа к важной информации в организациях. Особенности алгоритма DES — используется ключ длиной 56 бит; зашифровать можно сообщение с помощью одной программы, а расшифровать — используя любую другую программу, соответствующую DES; высокая скорость обработки достигается за счёт несложного алгоритма и высокой стойкости.
Алгоритм Data Encryption Standart использует множество подстановок и перестановок, производит шифрование 64-битовых блоков с помощью ключа размером 64 бит. Основными являются 56 бит, остальные 8 бит — контрольные. Дешифрование в Data Encryption Standart — процедура, обратная шифрованию, производится повтором операций в обратном порядке. Шифрование заключается в перестановке бит 64-битового блока, 16 циклах, и в конечной перестановке битов. Расшифрование является обратным процессу шифрования.
Data Encryption Standart подходит для шифрования и аутентификации данных. Он позволяет преобразовывать открытый текст в 64- битовый выходной зашифрованный текст.
Для того чтобы пользоваться алгоритмом Data Encryption Standart для решения задач разработаны 4 режима: электронная кодовая книга ECB (Electronic Code Book), сцепление блоков шифра CFB (Cipher Feed Back) и обратная связь по выходу OFB (Output Feed Back). Обратная связь по зашифрованному тексту и по выходу используются в качестве поточных шифров. Это происходит так: каждый бит из последующего потока шифруется отдельно с использованием ключа и ранее закодированной информации.

### Электронная кодовая книга
Файл большой длины разбивают на 64-битовые блоки по 8 байтов. Каждый блок кодируют используя один и тот же ключ. Главное достоинство — простота реализации, недостаток — плохая устойчивость по отношению к опытным криптоаналитикам.
Из-за стандартного характера шифрования, ограниченная длина блока делает возможным проведение криптоанализа со словарём. Такой блок может повторяться в сообщение. Вследствие этого подобные блоки открытого текста в сообщении представляются подобными блоками кодированного текста, давая криптоаналитику информацию о составе сообщения.

### Сцепление блока
В данном режиме файл разбивается на 64-битовые блоки. Первый блок суммируется с начальным вектором, который меняется каждый день и держится в секрете. Полученная сумма кодируется, используя Data Encryption Standart, который известен отправителю и получателю. Полученный закодированный блок текста суммируется с другим блоком, результат кодируется, и получается второй закодированный блок текста, и так далее. Это повторяется до того момента, как не будут обработаны все блоки текста.

### Комбинирование блочных алгоритмов
Сейчас блочный алгоритм Data Encryption Standart признан относительно безопасным алгоритмом шифрования. Распространённый способом взламывания — метод перебора всех возможных вариантов ключа. Но в современных условиях длина ключа является недостаточной, иначе криптографическая система является недостаточно стойкой против взлома методом обычного перебора.
Увеличению криптографической стойкости создан трёхключевой вариант шифрования, когда закодированная первым ключом информация шифруется ещё два раза, используя остальные ключи. Но из-за этого возрастает общая длина конечного ключа.

### Российский стандарт шифрования данных
Российский стандарт шифрования данных представлен в ГОСТ 28147-89. «Система обработки информации. Защита криптографическая. Алгоритм криптографического преобразования.» Алгоритм является блочным шифром. Он управляет блоками из 64 бит, используя функции преобразования. Преимущество данного алгоритма — длина ключа 128 бит. Операции производятся над 16-битовыми подблоками. Один алгоритм используют для кодирования и для дешифрования. Как и для остальных шифров, при шифровке производятся процессы перемешивания и рассеивания, и процессы могут реализованы программными средствами. Преимущества алгоритма — высокая криптографическая стойкость, удобство программного и аппаратного представления.

### Асимметричные криптосистемы
Продуктивными системами криптографической защиты являются асимметричные криптосистемы или системы с открытым ключом. В этих системах для кодирования применяется один ключ, а для дешифрования — другой. Первый ключ — открытый и может быть показан для применения пользователями системы, которые кодируют данные. Дешифрование данных открытым ключом невозможно реализовать. Для дешифровки адресат зашифрованных данных применяет другой ключ — секретный. Ключ дешифрования не бывает определённым из ключа кодирования. Эта процедура должна быть неразрешаемой для вычисления задачей.